# Phyllis Thaxter
Phyllis Thaxter, född 20 november 1919 i Portland, Maine, död 14 augusti 2012 i Orlando, Florida, var en amerikansk skådespelare. 

## Biografi
Thaxter debuterade på Broadway 1940, och filmdebuterade 1943. Ofta fick hon spela tålmodig fru till filmernas hjältar. Hon drabbades av polio 1952, och senare i karriären blev det mest TV-roller.
Thaxter har en stjärna på Hollywood Walk of Fame vid adressen 6531 Hollywood Blvd.

## Filmografi
- 1944 – 30 sekunder över Tokio
- 1945 – Människor på hotell
- 1947 – Prärie
- 1948 – Blod på månen
- 1948 – Förrädaren
- 1950 – Gift med en död man
- 1950 – Illdåd ombord
- 1951 – Sista varningen
- 1956 – Alfred Hitchcock presenterar (TV-serie) (1956-1960)
- 1978 – Superman – The Movie
- 1992 – Mord och inga visor (TV-serie) (gästroll)

## Teater

### Roller
| År   | Roll  | Produktion                  | Regi       | Teater                         |
| ---- | ----- | --------------------------- | ---------- | ------------------------------ |
| 1948 | Nancy | Sundown Beach Bessie Breuer | Elia Kazan | Belasco Theatre, New York, USA |